# Гай-Роллс (Нью-Мексико)
Гай-Роллс (англ. High Rolls) — переписна місцевість (CDP) в США, в окрузі Отеро штату Нью-Мексико. Населення — 862 особи (2020).

## Географія
Гай-Роллс розташований за координатами 32°56′1″ пн. ш. 105°48′10″ зх. д. / 32.93361° пн. ш. 105.80278° зх. д. (32.933741, -105.802659).  За даними Бюро перепису населення США в 2010 році переписна місцевість мала площу 39,93 км², з яких 39,92 км² — суходіл та 0,02 км² — водойми.

## Демографія
Згідно з переписом 2010 року, у переписній місцевості мешкали 834 особи в 400 домогосподарствах у складі 282 родин. Густота населення становила 21 особа/км².  Було 548 помешкань (14/км²).
Расовий склад населення:
| - 91,5 % — білих - 0,5 % — чорних або афроамериканців - 0,5 % — азіатів - 0,4 % — корінних американців - 0,2 % — вихідців з тихоокеанських островів - 3,1 % — осіб інших рас |

До двох чи більше рас належало 3,8 %. Частка іспаномовних становила 13,7 % від усіх жителів.
За віковим діапазоном населення розподілялося таким чином: 12,8 % — особи молодші 18 років, 62,5 % — особи у віці 18—64 років, 24,7 % — особи у віці 65 років та старші. Медіана віку мешканця становила 55,5 року. На 100 осіб жіночої статі у переписній місцевості припадало 109,0 чоловіків;  на 100 жінок у віці від 18 років та старших — 105,4 чоловіків також старших 18 років.
Середній дохід на одне домашнє господарство  становив 52 891 долар США (медіана — 43 804), а середній дохід на одну сім'ю — 67 670 доларів (медіана — 60 781). За межею бідності перебувало 14,3 % осіб, у тому числі 0,0 % дітей у віці до 18 років та 8,3 % осіб у віці 65 років та старших.
Цивільне працевлаштоване населення становило 196 осіб. Основні галузі зайнятості: освіта, охорона здоров'я та соціальна допомога — 26,0 %, роздрібна торгівля — 17,3 %, науковці, спеціалісти, менеджери — 16,3 %.